# 川元麑山
川元 麑山（かわもと げいざん、寛政6年（1794年） - 明治4年2月17日（1871年4月6日））は、武士（鹿児島藩士）。のちに僧侶、教育者。
名は恭惟。号は麑山。

## 人物
鹿児島藩士であったが、のちに伊予国松山の鷲栄山において出家。
弘化1年に常陸国鹿島郡滝浜の寺の庫裡を借りて塾を開いた。それより27年間、同地において教育を行った。
明治3年に門人・中山応助に塾を託し、涸沼を望む景勝地に草庵を建て、明治4年に77歳で病没するまでの1年ほどの間、麑山は同地を安住の地とした。
没後、近くの寺院（新乗院）に葬られたが、のち同院が廃寺となり畑地が開墾されたことにともない、麑山の墓標などは消失された。